# Cer(IV)-oxid-Cer(III)-oxid-Verfahren
Das Cer(IV)-oxid-Cer(III)-oxid- oder CeO2/Ce2O3-Verfahren ist ein zweistufiges thermochemisches Verfahren zur Erzeugung von Wasserstoff aus Wasser unter Nutzung der Sonnenenergie. Die Ceroxide werden im Kreislauf oxidiert und reduziert. Das Verfahren besteht aus den getrennten Redoxschritten der Dissoziation und Hydrolyse:
Dissoziation:
{\displaystyle \mathrm {2\,CeO_{2}\longrightarrow Ce_{2}O_{3}+{\tfrac {1}{2}}\,O_{2}} }
Cer(IV)-oxid dissoziiert zu Cer(III)-oxid und Sauerstoff
Hydrolyse:
{\displaystyle \mathrm {Ce_{2}O_{3}+H_{2}O\longrightarrow 2\,CeO_{2}+H_{2}} }
Cer(III)-oxid reagiert mit Wasser zu Cer(IV)-oxid und Wasserstoff
Der erste endotherme Schritt erfolgt unter Inertgas bei etwa 2000 °C, die durch konzentriertes Sonnenlicht in einem Heliostat erzeugt werden. Im zweiten exothermen Schritt wird in einem Festbettreaktor bei etwa 400 bis 600 °C Wasserdampf zugeführt, aus dem durch Oxidation des Cer(III)-oxids zum Cer(IV)-oxid Wasserstoff entsteht.
Da Sauerstoff und Wasserstoff in getrennten Schritten anfallen, erübrigt sich eine aufwändige Gastrennung. Das Verfahren ist noch nicht industriell im Einsatz, wird jedoch von mehreren Forschungsgruppen weltweit entwickelt.
Im Juni 2025 berichtete die Commonwealth Scientific and Industrial Research Organisation (CSIRO) von einem Durchbruch bei der Wasserstoffherstellung. Im Vergleich mit herkömmlichen Elektrolysereaktoren konnte der Wirkungsgrad von 15 % auf 20 % gesteigert werden. Dabei wurde das Cer(IV)-oxid dotiert, um die benötigte Temperatur für den ersten Reaktionsschritt zu senken.